# شیش و بش (نمایشنامه)
شیش و بش نمایشنامه‌ای نوشتهٔ محمد چرمشیر است که اولین بار توسط انتشارات نیلا در سال ۱۳۸۱ به چاپ رسیده‌است. این نمایشنامه یک کمدی ایرانی است که از نمایش‌های ایرانی، مخصوصاً سیاه‌بازی و بقال‌بازی گرفته شده‌است، و مایه‌ها و جای پای سیاه را نیز در آن می‌بینیم.
این نمایش داستان زندگی دو بازاری را روایت می‌کند که اختلاف آن‌ها بر سر یک دهنه مغازه است و تمام داستان حول محور این اتفاق می‌چرخد. این نمایش بارها در سالن‌های تئاتر شهرهای مختلف به اجرا رفته‌است.

## خلاصه
در خلاصه این نمایش در دی ۱۴۰۲ در سالن عمارت ارغوان اجرا به اجرا رفت، آمده‌است: «نمایش شیش و بش حکایت دو خانواده را نقل می‌کند که ظاهراً چند سالی است با هم رابطه خوبی ندارند و ریشه این قهر از دعوای مردهای خانواده است که بر سر دکان دعوا دارند و پرداختن به این دشمنی باعث بروز چندین سوءتفاهم بین تمام اعضای خانواده می‌شود و با حل شدن این سوءتفاهم‌ها عاقبت کار دو خانواده به خیر منتهی می‌شود.»